# Наслеђе (часопис)
„Наслеђе” је научни часопис осмишљен и први пут објављен 1997. године у Заводу за заштиту споменика културе града Београда, који је у оквиру своје основне делатности посвећен не само презентацији већ и популаризацији културно–историјског наслеђа Београда, кроз издавање монографија, часописа и каталога, организовање конференција и изложби, сарадњу с медијима, културним центрима, институтима, школама и факултетима.

## Категоризација и начин финансирања часописа
На основу Категоризације српских научних часописа за историју, археологију и етнологију чaсопис је сврстан је у категорију М52 – часопис националног значаја. 
Часопис се уређује и штампа средствима Секретаријата за културу Скупштине града Београда и Министарства културе и информисања Републике Србије.

## Намена часописа
Часопис „Наслеђе” покренут је с наменом и циљем:
- да у њему буду публиковани и доступни стручној и широј јавности резултати рада на истраживању, проучавању, валоризацији и конзервацији објеката од културно-историјског значаја,
- да афирмише културно наслеђе Београда и Србије,
- да прикаже напоре Завода за заштиту споменика културе на очувању и презентовању културног наслеђа.[2]